# Ribniško jezero
Ribniško jezero ni pravo jezero, ampak visoko šotno barje, ki se je razvilo pred 8000 leti. V zamočvirjenih kotanjah v nastalo barje za katero je značilno, da se napaja samo z deževnico.

## Lega
Jezero leži na nadmorski višini 1490 m pod Jezerskim vrhom kjer se v kotanji obdani s smrekovimi gozdovi med ruševjem skriva 84 m dolgo, do 40 m široko in 0,6-1 m globoko jezero.
Jugozahodno in jugovzhodno so v razdalji 20 do 40 m  še 3 manjša jezera okroglaste oblike s premerom okoli 10 m. Severno in zahodno od roba Ribniškega jezera je barjansko okno.
Jezero je vključeno v pohorski gozdni rezervat.

## Botanika
Dno jezer je poraslo z mahovi, na južnem bregu jezera segajo šotne plasti do 2 m v globino. Pod šoto je okoli 2 m debela plast črnega humusno šotnega blata, nato sledi rumenorjav pesek na globini okoli 3 m pa se prične trdna kamnina. Vegetacija okoli jezera spada v združbo rušja in šotnih mahov (Pino mugi-Sphagnetum rusowii).

## Zanimivosti
Ljudje pripovedujejo, da v jezeru prebiva povodni mož Jezernik, zato tudi moli iz vode kakor jerbas velik, zeleno obrasel drevak, na katerem se Jezernik včasih po površju okrog vozi. 